# Isabelle Guion de Méritens
Isabelle Guion de Méritens, née le 1er octobre 1962 à Pau (Pyrénées-Atlantiques), est une militaire française.
Générale de corps d'armée, elle est détachée auprès de l'inspection générale de l'administration depuis le 7 novembre 2018, après avoir commandé la Gendarmerie maritime de 2012 à 2015 et l'École des officiers de la Gendarmerie nationale de 2015 à 2018. Elle est la première femme à intégrer le corps des officiers de gendarmerie en 1987 et la première à être nommée officier général de gendarmerie en 2013.

## Biographie

### Formation
Issue d'une famille de militaires, Isabelle Guion de Méritens obtient une maîtrise d'histoire en 1984. La même année, elle intègre l'École spéciale militaire de Saint-Cyr (promotion Général Monclar). Nommée au grade de lieutenant à l'issue de sa scolarité, elle choisit comme école d'application l'École des officiers de la gendarmerie nationale (EOGN) à Melun. Elle est la première femme officière recrutée par la gendarmerie. Elle poursuit également des études de droit public et obtient sa licence en 1988. Elle est major du concours accédant au Collège interarmées de défense à Paris en 2001 (qui a repris l'appellation École de guerre en 2010),. Elle est auditrice de la 20ème session nationale d'études (2008-2009) de l'institut national des hautes études de sécurité (INHES) et auditrice du centre des hautes études du ministère de l'intérieur (CHEMI) pour la promotion 2011-2012 .

### Carrière militaire
En 1988, à l'issue de sa scolarité à l'EOGN, Isabelle Guion de Méritens choisit d'être affectée au 1er groupement blindé de gendarmerie mobile de Versailles-Satory comme officier chargé de l'instruction et devient commandant du centre d'instruction blindée. Elle se voit affectée au poste d'officier pédagogie de l'école des sous-officiers de gendarmerie de Montluçon pour une durée de deux ans, avant de prendre le commandement d'une compagnie d'instruction au sein de cette même école en 1993. Elle est ensuite nommée commandant de la compagnie de gendarmerie départementale de Montmorency en 1995. Elle reste à ce poste pendant trois ans. De 1998 à 2001, elle est chef de la section « officiers » du bureau de la formation à la direction générale de la gendarmerie nationale (DGGN) à Maisons-Alfort,.
En août 2001, Isabelle Guion de Méritens est nommée officier d'état-major à l'inspection générale des armées - gendarmerie à Paris. À partir de septembre 2004, elle assure les fonctions de commandant en second et chef d'état-major de l'école de gendarmerie de Chaumont. En 2006, elle est promue colonel, une première pour le corps des officiers ouvert aux femmes en 1983,. Elle prend alors le commandement du groupement de gendarmerie départementale des Yvelines,.
En septembre 2012, Isabelle Guion de Méritens prend la tête de la gendarmerie maritime. Lors du conseil des ministres du 27 mars 2013, elle est nommée général de brigade pour prendre rang le 1er juillet 2013 et devient la première femme gendarme à porter ce grade. Elle commande, de 2015 à 2018, l'École des officiers de la Gendarmerie nationale à Melun.
Elle est nommée au grade de général de division lors du conseil des ministres 6 juillet 2016 pour prendre rang au 1er août 2016. Le 7 novembre 2018, elle est détachée auprès de l'inspection générale de l'administration (IGA).
Le 26 février 2020, Isabelle Guion de Méritens est élevée aux rang et appellation de général de corps d'armée à compter du 1er avril 2020,. Elle est la quatrième femme à accéder à cette appellation dans l'Armée française après les générales Monique Legrand-Larroche, Caroline Laurent et Maryline Gygax Généro, et la première au sein de la gendarmerie nationale.

## Décorations
|  |  |  |
|  |  |  |
|  |  |  |

### Intitulés
- Officier de la Légion d'honneur en 2016[14] (chevalier en 2005[15]).
- Commandeur de l'ordre national du Mérite en 2019[16] (officier en 2012[17], chevalier en 2000[18])
- Médaille de la Défense nationale en 1993[réf. nécessaire].
- Officier de l'ordre de l'Étoile de Mohéli.
- Brevet d'initiation au parachutisme militaire